# أوبريت والله زمن
أوبريت والله زمن هو أوبريت كويتي كوميدي قديم أنتج سنة 1977, قام ببطولته الفنان عبد الحسين عبد الرضا وشاركه كلا من إبراهيم الصلال ومحمد المنيع وهو أوبريت يتحدث عن ماضي الكويت وعن الألعاب الشعبية التي كان يمارسها الأطفال وتحدث عن دور الشاوي بالفريج وعن دور الحلاق وعن القهاوي الشعبية وعن البنيان وقد عرض هذا الأوبريت على تلفزيون الكويت وهو من تأليف الشاعر الشهيد/فائق عبد الجليل وألحان/ أحمد البابطين وتوزيع الموسيقى حمدي الحريري
إخراج فؤاد الشطي 
بطولة
عبد الحسين عبد الرضا في دور منصور المقاول.
إبراهيم الصلال في دور الشاوي.
محمد المنيع في دور صاحب البنيان.
جوهر سالم في دور الحلاق
حمد ناصر في دور صاحب القهوة.